# Bojana Drča
Bojana Drča (nascida Živković; Belgrado, 29 de março de 1988) é uma jogadora de voleibol sérvia que atua como levantadora.
Com a seleção da Sérvia, conquistou a medalha de bronze no Campeonato Europeu de 2015, ao derrotar a Turquia por 3 sets a 0. Em 2016, obteve a medalha de prata nos Jogos Olímpicos do Rio após perder para a China na final por 3–1.
Entre conquistas individuais, ganhou o prêmio de melhor bloqueadora em 2008 e de melhor levantadora em 2010, ambas jogando na Copa CEV pelo OK Estrela Vermelha.
Em 2018 conquistou pela seleção nacional o inédito título do Campeonato Mundial sediado no Japão. Na edição seguinte ajudou a Sérvia a conquistar o bicampeonato mundial, onde foi eleita a melhor levantadora da competição.